# Чемпионат Европы по шорт-треку 2006
10-й Чемпионат Европы по шорт-треку проходил с 20 по 22 января 2006 года в Крыница-Здруй, Польша.

## Призёры чемпионата

### Медальная таблица
*   Принимающая страна (Польша)
| Место          | Страна         | Золото | Серебро | Бронза | Всего |
| -------------- | -------------- | ------ | ------- | ------ | ----- |
| 1              | Италия         | 6      | 5       | 4      | 15    |
| 2              | Болгария       | 4      | 0       | 0      | 4     |
| 3              | Франция        | 0      | 3       | 1      | 4     |
| 4              | Бельгия        | 0      | 2       | 1      | 3     |
| 5              | Россия         | 0      | 0       | 2      | 2     |
| 6              | Венгрия        | 0      | 0       | 1      | 1     |
| 6              | Германия       | 0      | 0       | 1      | 1     |
| Всего стран: 7 | Всего стран: 7 | 10     | 10      | 10     | 30    |

Медали за дистанцию 3000 метров не вручаются.

### Мужчины
| Дистанция            | Золото                                                                                        | Золото    | Серебро                                                                       | Серебро   | Бронза                                                                               | Бронза   |
| -------------------- | --------------------------------------------------------------------------------------------- | --------- | ----------------------------------------------------------------------------- | --------- | ------------------------------------------------------------------------------------ | -------- |
| 500 метров           | Никола Родигари                                                                               | 42.613    | Питер Гизель                                                                  | 43.497    | Сергей Пранкевич                                                                     | 43.590   |
| 1000 метров          | Фабио Карта                                                                                   | 1:29.665  | Никола Родигари                                                               | 1:29.898  | Тибо Фоконне                                                                         | 1:30.427 |
| 1500 метров          | Никола Родигари                                                                               | 2:21.500  | Питер Гизель                                                                  | 2:21.595  | Никола Франческина                                                                   | 2:21.814 |
| 3000 метров          | Фабио Карта                                                                                   | 5:14.510  | Питер Гизель                                                                  | 5:14.522  | Никола Франческина                                                                   | 5:15.089 |
| 5000 метров эстафета | Италия · Юрий Конфортола · Фабио Карта · Никола Франческина · Никола Родигари · Роберто Серра | 6:58.658  | Франция · Тибо Фоконне · Максим Шатенье · Матфей де Буассе · Жан-Шарль Маттеи | 7:00.346  | Германия · Ариан Нахбар · Себастьян Праус · Томас Бауэр · Андре Хартвиг · Тайсон Хён | 7:00.427 |
| Общая квалификация   | Никола Родигари                                                                               | 97 очков. | Фабио Карта                                                                   | 68 очков. | Питер Гизель                                                                         | 63 очка. |

### Женщины
| Дистанция            | Золото                                                             | Золото     | Серебро                                                                  | Серебро   | Бронза                                                                | Бронза    |
| -------------------- | ------------------------------------------------------------------ | ---------- | ------------------------------------------------------------------------ | --------- | --------------------------------------------------------------------- | --------- |
| 500 метров           | Евгения Раданова                                                   | 45.174     | Арианна Фонтана                                                          | 45.562    | Татьяна Бородулина                                                    | 46.045    |
| 1000 метров          | Евгения Раданова                                                   | 1:35.108   | Стефани Бувье                                                            | 1:35.453  | Марта Капурсо                                                         | 1:35.520  |
| 1500 метров          | Евгения Раданова                                                   | 2:32.777   | Марта Капурсо                                                            | 2:33.010  | Арианна Фонтана                                                       | 2:33.499  |
| 3000 метров          | Катя Дзини                                                         | 5:20.949   | Арианна Фонтана                                                          | 5:27.801  | Стефани Бувье                                                         | 5:28.342  |
| 3000 метров эстафета | Италия · Марта Капурсо · Арианна Фонтана · Катя Дзини · Мара Дзини | 4:27.436   | Франция · Стефани Бувье · Миртиль Голлен · Селин Лекомпер · Чхве Мин Ген | 4:28.388  | Венгрия · Эрика Хусар · Бернадетт Хеидум · Рожа Дараж · Сандра Лайтош | 4:30.274  |
| Общая квалификация   | Евгения Раданова                                                   | 107 очков. | Арианна Фонтана                                                          | 55 очков. | Катя Дзини                                                            | 50 очков. |

## Внешние ссылки
- Детальные результаты
- Обзор результатов